# Чувашов, Михаил Иванович
Михаил Иванович Чувашов, также известный как Чувашев (1909, Красные Ключи, Самарская губерния, Российская империя — 1973) — эрзянский фольклорист, этнограф, краевед.

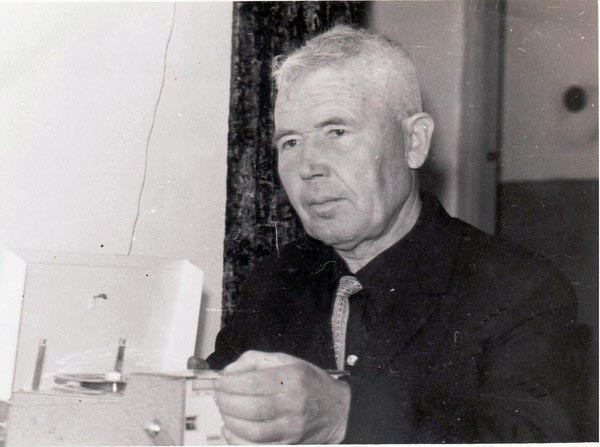
Чувашов Михаил Иванович

## Биография
Родился в 1909 году в эрзянском селе Красные Ключи, ныне Похвистневского района Самарской области.
Закончил Ульяновский педагогический техникум, затем Самарский индустриальный институт.
Работал учителем физики в Новомалыклинской средней школе Ульяновской области (1930—1932 гг.), затем — в Старошенталинской средней школе № 2 Куйбышевской (ныне — Самарской) области.
Участник Великой Отечественной войны. Сражался под Сталинградом, в бою у ст. Советской был ранен и попал в плен, бежал.
Воевал в Молдавии, Румынии, Болгарии, Венгрии, Югославии, был дважды тяжело ранен.
Кавалер ордена Красной Звезды и ордена Славы.

## Труды
С 1962 года занимался сбором и обработкой эрзянского и русского фольклора, обрядов и обычаев эрзи в Поволжье и Приуралье. Был инициатором и ведущим радиопередачи «Шкатулка песни народной» на Куйбышевском областном радио.
Сотрудничал с композиторами, музыкантами, поэтами, учеными Москвы, Эстонии, Мордовии.
Многолетняя поисковая работа в Самарской и Оренбургской областях, Республиках Татарстан, Чувашия, Мордовия позволила собрать богатейший материал, который хранится в музеях Финляндии, Эстонии, Мордовии, Санкт-Петербурга. Это более 2 000 записей, уникальных по жанру и художественной значимости — песенный эпос, заговорная магия, обрядовая и необрядовая лирика, свадебные и похоронные причитания, колыбельные песни, детский фольклор.

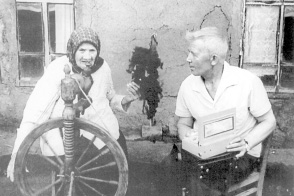
М. И. Чувашов в фольклорной экспедиции в с. Большой Толкай Похвистневского района Самарской области. 1969 г.

Большая часть материалов М. И. Чувашова вошла в книгу «Мордовские (эрзянские) причитания» (1979 год), антологию «Духовное наследие народов Поволжья: живые истоки» (1-4 тома), изданные в 2001—2015 гг. совместно И. А. Касьяновой, Т. И. Волковой и др.
Архивы М. И. Чувашова были переданы в Тарту, где до наших дней они хранятся в Фольклорном архиве Литературного музея имени Ф. Р. Крейцвальда (Эстония). Спустя много лет по просьбе администрации муниципального района Шенталинский и районного мордовского культурно-просветительского общества «Масторава» под руководством Татьяны Ивановны Волковой были сделаны копии уникальных аудиоматериалов.

## Память
В селе Старая Шентала Шенталинского района Самарской области в 2002 году открыт историко-этнографический музей имени Михаила Чувашова.